# Proskription
 Der er for få eller ingen kildehenvisninger i denne artikel, hvilket er et problem. Du kan hjælpe ved at angive troværdige kilder til de påstande, som fremføres i artiklen.

Proskription (af lat. proscriptio) er en skriftlig bekendtgørelse om idømmelse af fredløshed og konfiskation af ejendom. De fredløses navne blev skrevet på en liste, en proskriptionsliste, som frakendte dem liv og ejendom. Ordet bruges om statsgodkendte mord og forfølgelser. De proskriberede er politiske rivaler eller personlige fjender. De bruges ved blodige omvæltninger, især i forbindelse med borgerkrigene i Rom og Rædselsregimet under den franske revolution.

## Proskriptioner i antikken

### Proskriptionerne i 82 f.Kr
Den første proskription fandt sted i 82 f.Kr. da Lucius Cornelius Sulla blev udnævnt som romersk diktator for at redde republikken. Sulla udvalgte dem, han anså for statens fjender, og offentliggjorde listen over dem på Forum Romanum. Enhver, der stod på listen, var automatisk frataget sit romerske borgerskab og frataget al beskyttelse af loven. Der blev givet dusører til dem, hvis oplysninger førte til en proskriberets død, og den der dræbte en proskriberetmand, havde ret til at få en del af hans ejendom. Resten fik staten. Ingen kunne arve penge eller ejendom efter en proskriberet, og en kvinde gift med en proskriberet kunne ikke gifte sig igen efter hans død. Mange af proskriptionens ofre blev halshugget, og deres hoveder blev fremvist på spyd  på Forum Romanum. Omkring 4700 blev proskriberet, mens mange andre blev dræbt af Sullas hær eller henrettet uden dom. 
Sulla brugte proskriptionerne til at fylde den tomme romerske statskasse, aerarium, som var tømt af kostbare krige i det foregående tiår, og til at uskadeliggøre fjender af den reformerede stat. Det være sig reelle  og potentielle fjender. Især blev ridderstanden Ordo Equester hårdt ramt. Mange fra den havde magt og rigdom. Mange af de proskriberede blev bortført af en gruppe mænd, der alle hed "Lucius Cornelius". De var Sullas frigivne. Det medførte en udbredt frygt, der kan sammenlignes med frygten for at blive bortført af en politistats agenter. 
Der blev ført tilsyn med Sullas proskriptioner, og informanternes navne og dem, der tjente på at myrde proskriberede mænd, blev indført i en protokol, fordi den romerske lov kunne kriminalisere handlinger efter de var blevet begået, og mange informanter og mænd der havde tjent på proskribtionerne, blev senere retsforfulgt. En af Sullas frigivne Lucius Cornelius Chrysogonus førte dette tilsyn og var bestikkelig. Da Marcus Tullius Cicero anklagede ham for groft embedsmisbrug, beordrede Sulla, at Lucius som straf skulle kastes ned fra den Tarpejiske Klippe.

### Proskriptionerne i 43 f.Kr
Proskriptionerne blev genoplivet af det Andet Triumvirat i 43 f.Kr. for at eliminere politiske modstandere og fylde statskassen. Nogle af de proskriberede blev frataget deres ejendom, men beskyttet mod døden af deres slægtninge i triumviratet (fx Lucius Julius Caesar og Lepidus' bror). De fleste var ikke så heldige. De to kendteste var taleren, filosoffen og statsmanden Cicero og hans yngre bror Quintus Tullius Cicero, en af Julius Cæsars legater. Kun Ciceros hoved blev fremvist på Forum Romanum